# Liu Jian (réalisateur)
Dans ce nom chinois, le nom de famille, Liu, précède le nom personnel.
Pour les articles homonymes, voir Liu.
Liu Jian (chinois simplifié : 刘健 ; pinyin : Liú Jiàn) est un réalisateur, scénariste et monteur chinois.

## Biographie
Son film Have a Nice Day (Hao ji le) a été sélectionné pour concourir pour l'Ours d'or dans la section principale du 67e Festival international du film de Berlin en 2017.

## Filmographie

### Comme réalisateur et scénariste
- 2010 : Piercing I
- 2017 : Have a Nice Day (Hao ji le) (uniquement réalisation)
- Prochainement : School Town